# Inga Lindström: Der Tag am See
Der Tag am See ist ein deutscher Fernsehfilm von Ulli Baumann aus dem Jahr 2011. Er ist Bestandteil des ZDF-Herzkino-Sonntagsfilms und der 43. Film der Inga-Lindström-Reihe nach der gleichnamigen Erzählung von Christiane Sadlo. Die Hauptrollen sind mit Katharina Heyer, Mike Hoffmann, Gerlinde Locker und Dietrich Mattausch besetzt.

## Handlung
Clara Stellingbosch und Stellan Mansfeld lernen sich zufällig an der Fischbude von Helmer kennen, als Stellans Hund Pelle ihr das Fischbrötchen aus der Hand stiehlt. Für ein Gespräch ist keine Zeit, weil Clara, die Anwältin ist, die Nachricht bekommt, dass ihre jüngere Schwester Natalie verhaftet worden ist. Diese hat Nerze aus ihren Käfigen befreit. Stellan ist aus Kanada zurückgekehrt, weil er nach langer Zeit seine Großmutter sehen wollte und zudem ein Jobangebot als Gärtner bei Gustaf Hagen hat. Clara hat vor, zu ihrem Freund Jens nach Stockholm zu ziehen und Partnerin in der Kanzlei Hagen und Hagen zu werden, was sie ihrer Schwester Natalie mitteilen muss.
Stellan hat einen Termin mit Gustaf Hagen, der nicht da ist. Clara ist überrascht, ihn so schnell wieder zu sehen. Jens übernimmt den Termin und weist Stellan in die Arbeit ein. Auf dem Weg zur Arbeit geht Clara noch zu Hause vorbei, dabei trifft sie Natalie. Sie streiten wieder darüber, dass sie nicht von hier weg will, Clara sagt ihr aber, dass sie keine Wahl hat. Als Stellan wieder nach Hause kommt, ist seine Großmutter Maria dabei, alte Fotos anzusehen. Ihm fällt auf einer Aufnahme auf, dass im Hintergrund ein Bild zu sehen ist, das er gerade bei Gustaf Hagen im Haus gesehen hat. Maria reagiert ziemlich verstört darauf. Bei einem neuerlichen Besuch macht Stellan ein Foto des Bilds und zeigt es Maria. Sie erzählt ihm, dass das Bild einst ihr gehörte und beim Transport auf eine Ausstellung gestohlen wurde.
Als Maria am nächsten Morgen ins Wohnzimmer kommt, erschrickt sie, weil das Bild plötzlich hier hängt. Stellan hat es aus dem Haus von Gustaf geholt. Natalie kommt vorbei, um Maria Brötchen zu bringen, ihr gefällt das Bild auch, sie fragt sich nur, wer die Frau ist, die man nur von hinten sieht. Bevor sie geht, lädt sie Stellan zum Abendessen ein. Clara holt Gustaf von der Fähre ab, er möchte ein paar Tage hier verbringen. Als er ins Haus geht, fällt ihm sofort auf, dass das Bild fehlt. Als Clara auch auffällt, dass das Bild „Der Tag am See“ verschwunden ist, erzählt Gustaf, dass er es zum Restaurator gegeben hat, weil es zu viel Sonne abbekommen hat. Maria bittet Clara um Hilfe, sie erzählt ihr eine falsche Geschichte, um zu erfahren, ob sie das Recht hat, das Bild zurückzubekommen. Als Maria Clara noch zu einem Kaffee einlädt, sieht sie das Bild und versteht, worauf sie hinauswollte. Maria erzählt ihr nun die ganze Wahrheit. Clara rät ihr, das Bild zurückzugeben und es rechtmäßig zurückzufordern. Dies ist aber nicht so einfach, weil es ihrer Tochter gestohlen wurde.
Stellan hat den Job bei Gustaf bekommen, als er nach Hause kommt, will Maria von ihm wissen, wann Gustaf wieder abreist, damit er dann das Bild wieder zurückbringen kann. Natalie, die auch dabei ist, findet das nicht richtig und nimmt das Bild an sich, um es bei ihr zu Hause auf dem Dachboden zu verstecken. Clara trifft sie dort an, sie erzählt ihr aber nichts vom Bild. Beim Abendessen spricht Stellan Natalie darauf an, ob sie weiß, wo das Bild ist. Sie leugnet es. Als dann noch Mikael auftaucht, mit dem Natalie jeweils ihre verbotenen Aktionen plant und ausführt, hat Clara kein gutes Gefühl, weil sie der Ansicht ist, er habe einen schlechten Einfluss auf sie. Stellan hilft Clara in der Küche, er bittet sie um ein Date zu zweit, dabei kommen sie sich näher und küssen sich. Als Jens anruft, nimmt Natalie den Anruf entgegen und sagt ihm, dass Clara gerade beschäftigt ist. Danach macht sie ihr ein schlechtes Gewissen, weil sie die Annäherung bemerkt hat. Dabei schwärmt sie selbst für Stellan. Der Anruf bringt Clara durcheinander, sie bittet Stellan um Distanz. Er ist enttäuscht und geht.
Stellan will von Natalie wissen, wo das Bild ist. Sie reagiert nicht darauf. Selbst die Drohung, dass er Clara davon erzählt, nutzt nichts. Maria erzählt Clara, dass sie das Bild bei Gustaf gestohlen hat, es aber in der Zwischenzeit wieder zurückgebracht hat. Als Clara bei Gustaf vorbeigehen will, trifft sie Stellan, zunächst zweifelt sie noch, küsst ihn danach aber wieder. Als die Schule sie anruft, dass Natalie nicht im Unterricht ist, sagt sie, sie sei krank. Zusammen mit Stellan macht sie sich auf die Suche nach ihr und ihrer Gang, da sie vermutet, dass sie wieder etwas Illegales planen. Sie finden sie aber nicht. Am Abend trifft Clara Natalie zu Hause an und will von ihr wissen, was sie getrieben hat. Sie streiten sich aber nur. Als Clara noch bei Gustaf vorbeigehen will, trifft sie Stellan an. Kurz darauf taucht überraschend auch Jens auf. Stellan geht danach nach Hause.
Natalie taucht bei Stellan auf, sie behauptet, sie habe einen Platten an ihrem Fahrrad und bittet ihn, sie nach Hause zu fahren. Clara trifft sich mit Gustaf und Jens für die Vertragsunterzeichnung, danach fragt sie ihn über das Bild aus, weil vieles unklar ist. Er gesteht, dass das Bild nicht beim Restaurator ist, sondern gestohlen wurde, reagiert aber komisch, als er sich erklären muss, weshalb er keine Anzeige bei der Polizei gemacht hat. Clara geht danach nach Hause, da merkt sie, dass Natalie gar noch nicht da ist. Sie geht auf den Dachboden und findet das Bild. Natalie hat Stellan überredet, zur Fabrik zu fahren, wo sie die nächste Aktion planen. Dabei werden sie verhaftet. Natalie ruft Clara an und bittet sie um Hilfe. Auf dem Polizeiposten ist Clara überrascht, dass Stellan auch dabei ist. Da er keinen Ausweis dabeihat, bestätigt sie, wer er ist und dass es stimmen wird, wenn die beiden sagen, sie hätten nur einen Platz zum Knutschen gesucht. Daraufhin werden sie freigelassen und kommen um eine Anzeige herum.
Zu Hause angekommen, konfrontiert Clara ihre Schwester noch damit, dass sie das Bild gefunden hat, und versucht ihr zu erklären, dass der Diebstahl viel schwerere Konsequenzen haben könnte als ihre Aktionen Tiere zu befreien. Stellan begleitet Clara zu Gustaf, um das Bild zurückzugeben. Unterwegs streiten sie sich über Lügen, Recht und Unrecht. Sie rätseln danach auch darüber, weshalb Gustaf keine Anzeige gemacht hat. Da es schon drei Uhr morgens ist, entscheidet sich Clara, Gustaf das Bild am nächsten Tag zurückzubringen. Wieder zu Hause ist Natalie auch noch wach, sie entschuldigt sich bei ihrer Schwester und gelobt Besserung.
Am nächsten Morgen will Natalie Maria fragen, ob sie bei ihr wohnen darf, wenn Clara nach Stockholm zieht. Stellan sagt ihr aber, sie sei nicht da. Pelle turnt auf dem Tisch herum und wirft eine alte Schachtel auf den Boden. Darin befindet sich ein Blumenschmuck, der genauso aussieht wie der auf dem Bild. Um sicherzugehen, vergleichen sie ihn noch mit dem Foto, das Stellan geschossen hat. Nun ist klar, wieso Maria so an dem Bild hängt, der Maler hat sie gezeichnet. Sie vermuten, dass Maria zu Gustaf unterwegs ist, und wollen sie zurückhalten. Unterwegs treffen sie Clara, die gerade auf dem Weg war, das Bild zurückzubringen. Clara will allein mit Gustaf reden, als sie ihm das Bild zurückgibt. Gustaf erzählt ihr die Wahrheit, wie er an das Bild gekommen ist. Stellans Mutter war damals pleite und er hat ihr das Bild abgekauft, damit sie sich eine neue Existenz aufbauen konnte. Maria kommt dazu und erklärt, dass sie geahnt hat, was damals passierte. Gustaf gibt Maria das Bild zurück und gesteht ihr, dass er das Bild nur ihretwegen besessen hat. Daraufhin erklärt Clara Jens, dass sie den Vertrag nicht unterschreiben kann, weil sie nicht nach Stockholm gehen will. Ihr Leben ist hier im Ort, gleichzeitig trennt sie sich von ihm.
Natalie ist erstaunt, als ihr Clara sagt, dass sie nicht weggeht. Sie freut sich darüber, verlangt aber von ihr, dass sie Stellan ebenfalls die Wahrheit sagt. Der redet mit seiner Großmutter, die sich heute nicht mehr sicher ist, ob sie damals in den Maler verliebt war.  Sie vermutet auch, dass ihre Tochter das Bild deswegen verkauft haben könnte. Als Stellan danach noch ins Haus geht, bevor er nach Stockholm fährt, um mit Clara zu sprechen, ist er überrascht, als er sie vor dem Bild stehend antrifft. Er gesteht ihr seine Liebe und will wissen, weshalb sie noch da ist. Ihre Antwort ist: wegen ihm.

## Hintergrund
Der Tag am See wurde vom 5. bis zum 30. September 2011 an Schauplätzen in Stockholm, Nyköping und Umgebung gedreht. Produziert wurde der Film von der Bavaria Fiction GmbH.

## Rezeption

### Einschaltquote
Die Erstausstrahlung am 1. April 2012 im ZDF wurde von 5,97 Millionen Zuschauern gesehen, was einem Marktanteil von 16,3 % entspricht.

### Kritiken
Die Kritiker der Fernsehzeitschrift TV Spielfilm zeigten mit dem Daumen geradeaus und fassten den Film mit den Worten „Herzschmerz-Story in solider Inszenierung“ kurz zusammen.
Rainer Tittelbach von Tittelbach.tv meinte dazu „Der Tag am See spielt an einem sehr filmogenen Sehnsuchts-Ort. Das warme Sommerlicht legt sich wohlig über die Bilder und vermag so, die Banalität des Erzählten im Verlauf der Handlung zunehmend besser zu verschleiern.“ und „Dieses Melodram funktioniert – nicht, weil die Story gut ist, sondern weil die Menschen sympathisch sind, nicht, weil das Drehbuch keine logischen Schwächen besitzt, sondern weil die Kamera nah ran geht an die sympathischen Menschen und magische Momente sucht und findet.“